# 丁家河站
丁家河站是青岛地铁1号线的地铁车站，位于中华人民共和国山东省青岛市黄岛区长江中路与长白山路交叉口，于2021年12月30日开通。

## 车站结构
丁家河站位于长江中路与长白山路交叉口，沿长江中路设置，呈东西走向，为地下两层岛式站台车站，车站长218.6米，标准段宽19.9米，车站地下一层为站厅层，地下二层为站台层，站台设置全高站台门。
| 地面              | 出入口 | A1、A2、C、D出入口                                                                                      |
| 地下一层          | 站厅   | 客服中心、自动售票机、验票机                                                                            |
| 地下二层          | 站台   | \| \| \| 1号线往王家港（井冈山路） \| \| 島式 · 開左邊车门 \| \| \| \| \| \| 1号线往东郭庄（薛家岛） \| |
|                   |        | 1号线往王家港（井冈山路）                                                                               |
| 島式 · 開左邊车门 |        | |
|                   |        | 1号线往东郭庄（薛家岛）                                                                                 |

## 出入口
丁家河站目前开放4个出入口，各出口及周围设施如下所示：
| 编号                    | 指示         | 建议前往的目的地       | 图片 |
| ----------------------- | ------------ | ---------------------- | ---- |
| A · 1 · 出口 · （设有） | 长江中路(北) | 黄岛区机关东部办公中心 |      |
| A · 2 · 出口            | 长江中路(北) |                        |      |
| C · 出口                | 长江中路(南) |                        |      |
| D · 出口                | 长江中路(南) | 市民文化广场           |      |
| 图例： 设有             |              |                        |      |

## 接驳交通

### 公交车
- 丁家河地铁站：W3路，机场5线
- 机关东部办公中心：K1路，K3路，W3路，东1路，东3路，黄岛18路，黄岛18路嘉陵江东路区间车，黄岛26路，黄岛26路西海岸综合保税区线，黄岛30路，黄岛30路定时快车，黄岛33路，黄岛37路，黄岛4路，黄岛67路，黄岛803路，黄岛K23路，隧道3路

## 车站历史
本站工程名为人民广场站，公示站名为市民文化广场站，正式站名为丁家河站，以车站所处的丁家河社区命名。
- 2021年12月30日，车站随1号线南段通车开通[1]。